# Lucie Žáčková
Lucie Žáčková (* 16. února 1978 Ostrava) je česká divadelní a filmová herečka.

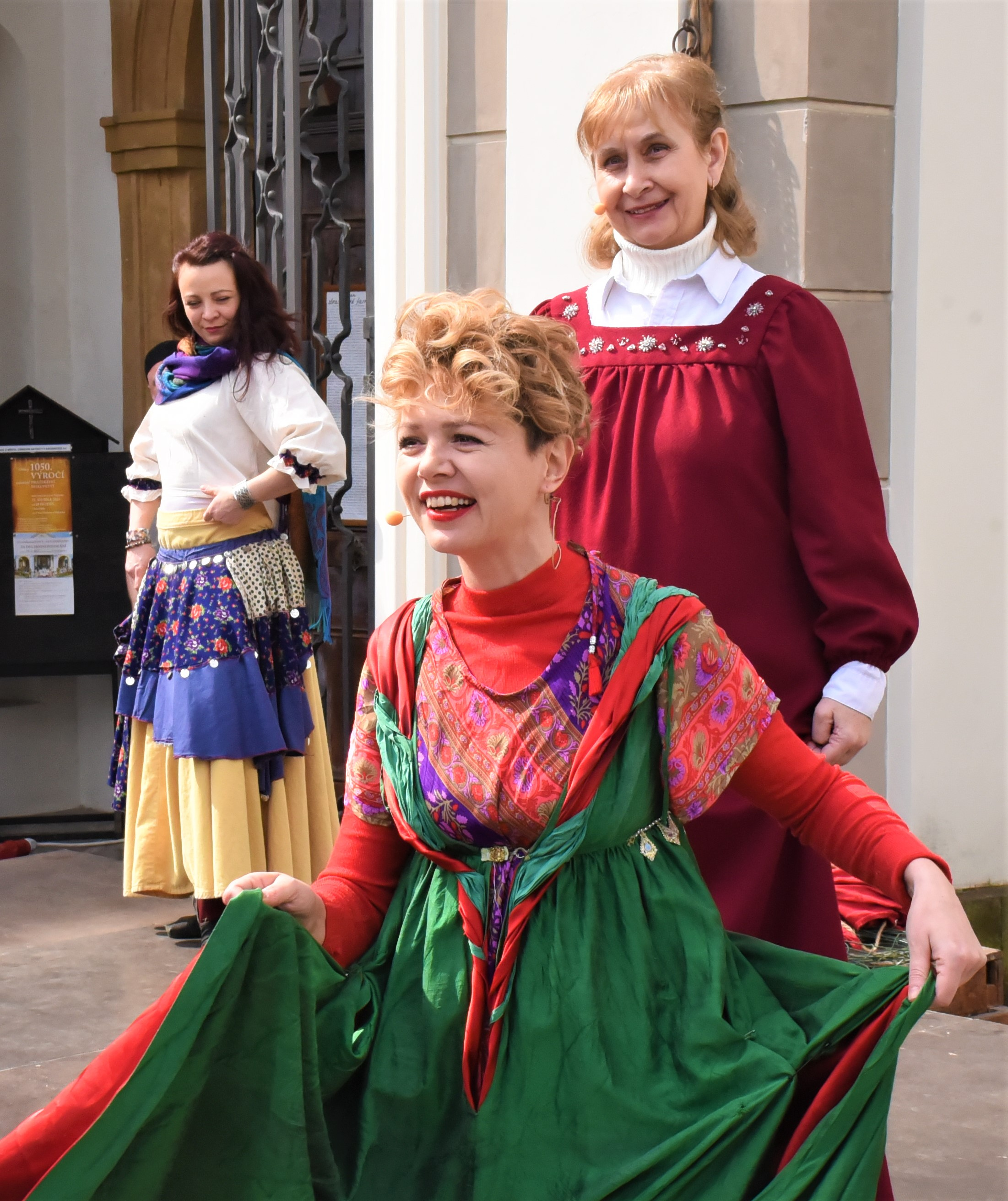
Lucie Žáčková, v roli Maří Magdaleny v lidové „Pašijové hře“, Zbraslav, 2023, režie Oldřich Vlček

## Život
Herectví vystudovala v Ostravě na Janáčkově konzervatoři. Během studií hostovala v Divadle Petra Bezruče, kde v roce 2000 získala i své první divadelní angažmá. Hrála zde v několika inscenacích, například Skleněný zvěřinec (role Laury), Ústa Micka Jaggera (Káča) nebo Idiot (Nastasja Filipovna).
V roce 2004 jí byla udělena Cena Thálie pro mladého činoherce, v témže roce získala Cenu Alfréda Radoka jako talent roku a byla nominována na cenu za nejlepší ženský výkon.
V roce 2005 přestoupila z Divadla Petra Bezruče do Komorní scény Aréna. V té době o ni projevilo zájem Národní divadlo v Praze, jehož nabídku na angažmá v roce 2006 přijala. V Komorní scéně Aréna některé role dohrávala ještě v sezóně 2006/2007.
V povídce Pošťácká z triptychu Trosečníci, kterou pro Českou televizi natáčel režisér Ivo Macharáček, si zahrála postavu čarodějky. Jejím filmovým debutem se stal Sluneční stát Martina Šulíka.
Za rok 2015 získala Českého lva za nejlepší ženský herecký výkon ve vedlejší roli ve filmu Kobry a užovky.

## Filmografie, výběr

### Film
- 2008 Karamazovi: Líza
- 2009 Zoufalci: Stáňa
- 2010 Mamas & Papas
- 2013 Revival: Ivanka – manželka Milana
- 2015 Kobry a užovky: Zůza
- 2020 Chlap na střídačku: Lenka
- 2021 Kryštof
- 2023 Manželé Stodolovi: vražedkyně Dana Stodolová
- 2024 Rok vdovy
- 2024 Amerikánka

### Televize
- 2009 Expozitura
- 2013 Nevinné lži: Líza
- 2014 Život a doba soudce A. K.: Lukavská
- 2016 Rapl: poručík Slepičková
- 2018 Balada o pilotovi: Karla Malíková
- 2018 Dukla 61: Květa Kovaczová
- 2019 Jak si nepodělat život: Květa
- 2020 Zrádci: Alice
- 2021 Božena: Terezie Panklová, matka Barbory
- 2021 Zločiny Velké Prahy: Toni

## Divadlo
Národní divadlo (asi 40 rolí), nejvýznamnější:
- Zkrocení zlé ženy: (Kateřina)
- Kupec benátský: (Portsie)
- Racek: (Máša)
- Strýček Váňa: (Jelena)
- Dogvilu: (Grace)
- Spaseni: (Pamela)

Činoherní klub
- Tramvaj do stanice Touha: (Blanche), nominace na Cenu Thálie, Cenu Alfréda Radoka a Cenu divadelní kritiky